# Framura
Framura (Framua en lígur) és un comune (municipi) a la Província de La Spezia, a la regió italiana de Ligúria, situat uns 50 km. al sud-est de Gènova i uns 25 km. al nord-oest de La Spezia. L'1 de gener de 2018, tenia 653 habitants i la seva àrea era de 18,9 km².
Al municipi de Framura hi ha les següents frazione (entitats, que poden ser pobles o llogarets): Anzo, Ravecca, Setta, Costa, i Castagnola.
Limita amb els següents municipis: Bonassola, Carrodano, Deiva Marina i Levanto.

## Història
Durant la Segona Guerra Mundial, dues missions nord-americanes de 15 homes, anomenades Operacions Ginny I i II, van intentar aterrar i fer explotar un túnel ferroviari entre Framura i Bonassola. Ambdues missions van fracassar. Els soldats de la segona missió van ser executats per l'exèrcit alemany i enterrats en una fossa comuna.